# Nailog
Der Mount Nailog liegt auf der philippinischen Insel Sibuyan und erreicht eine Höhe von 811 m. Er befindet sich im Nordwesten der Insel, ca. 11,2 km vom 2058 m hohen Guiting-Guiting entfernt.  

## Weblink
- Berge der Philippinen